# Karlsruher Sport-Club Mühlburg-Phönix 2013-2014
Questa voce raccoglie le informazioni riguardanti il Karlsruher Sport-Club Mühlburg-Phönix nelle competizioni ufficiali della stagione 2013-2014.

## Stagione
Nella stagione 2013-2014 il Karlsruhe, allenato da Markus Kauczinski, concluse il campionato di 2. Bundesliga al 5º posto. In Coppa di Germania il Karlsruhe fu eliminato al primo turno dal Wolfsburg.

## Rosa
| N. |                        | Ruolo | Calciatore        |
| -- | ---------------------- | ----- | ----------------- |
| 1  | Germania (bandiera)    | P     | Dirk Orlishausen  |
| 2  | Germania (bandiera)    | D     | Philipp Klingmann |
| 3  | Giamaica (bandiera)    | D     | Daniel Gordon     |
| 4  | Germania (bandiera)    | D     | Martin Stoll      |
| 5  | Germania (bandiera)    | D     | Dennis Kempe      |
| 6  | Germania (bandiera)    | D     | Jan Mauersberger  |
| 7  | Germania (bandiera)    | A     | Patrick Dulleck   |
| 8  | Germania (bandiera)    | C     | Reinhold Yabo     |
| 10 | Turchia (bandiera)     | C     | Selçuk Alibaz     |
| 11 | Azerbaigian (bandiera) | A     | Dimitri Nəzərov   |
| 13 | Germania (bandiera)    | C     | Dominic Peitz     |
| 14 | Germania (bandiera)    | D     | Manuel Gulde      |
| 16 | Germania (bandiera)    | A     | Dennis Mast       |
| 17 | Germania (bandiera)    | A     | Rouwen Hennings   |
| 18 | Spagna (bandiera)      | C     | Manuel Torres     |

| N. |                          | Ruolo | Calciatore          |
| -- | ------------------------ | ----- | ------------------- |
| 19 | Bulgaria (bandiera)      | A     | Ilijan Micanski     |
| 20 | Germania (bandiera)      | D     | Michael Vitzthum    |
| 21 | Francia (bandiera)       | C     | Gaëtan Krebs        |
| 22 | Germania (bandiera)      | P     | Maximilian Reule    |
| 22 | Germania (bandiera)      | D     | Sebastian Schiek    |
| 24 | Germania (bandiera)      | P     | René Vollath        |
| 25 | Germania (bandiera)      | C     | Sven Mende          |
| 26 | Germania (bandiera)      | C     | Silvano Varnhagen   |
| 28 | Paesi Bassi (bandiera)   | A     | Koen van der Biezen |
| 29 | Germania (bandiera)      | A     | Jimmy Marton        |
| 30 | Germania (bandiera)      | C     | Mirko Schuster      |
| 31 | Germania (bandiera)      | D     | Kai Schwertfeger    |
| 32 | Germania (bandiera)      | D     | Michael Schultz     |
| 33 | Corea del Sud (bandiera) | C     | Park Jung-bin       |

## Organigramma societario
Area tecnica
- Allenatore: Markus Kauczinski
- Allenatore in seconda: Argirios Giannikīs
- Preparatore dei portieri: Kai Rabe
- Preparatori atletici:
- Analisi video:

## Calciomercato

### Sessione estiva
| Acquisti | Acquisti         | Acquisti          | Acquisti |
| R.       | Nome             | da                | Modalità |
| -------- | ---------------- | ----------------- | -------- |
| C        | Park Jung-bin    | Greuther Fürth    |          |
| C        | Jesper Brechtel  | Karlsruhe U19     |          |
| D        | Manuel Gulde     | Paderborn         |          |
| C        | Manuel Torres    | Schalke 04        |          |
| A        | Dennis Mast      | Hallescher        |          |
| C        | Sven Mende       | Karlsruhe U19     |          |
| A        | Ilijan Micanski  | Ingolstadt 04     |          |
| A        | Dimitri Nəzərov  | Preußen Münster   |          |
| D        | Michael Vitzthum | Stoccarda         |          |
| P        | René Vollath     | Wacker Burghausen |          |
| C        | Reinhold Yabo    | Colonia           |          |

| Cessioni | Cessioni            | Cessioni          | Cessioni |
| R.       | Nome                | a                 | Modalità |
| -------- | ------------------- | ----------------- | -------- |
| D        | Dennis Cagara       | Lyngby            |          |
| D        | Kevin Akpoguma      | Hoffenheim        |          |
| C        | Danny Blum          | Sandhausen        |          |
| C        | Manuel Bölstler     | Gütersloh         |          |
| A        | Simon Brandstetter  | Rot-Weiß Erfurt   |          |
| C        | Hakan Çalhanoğlu    | Amburgo           |          |
| C        | Steffen Haas        | Karlsruhe II      |          |
| C        | Timo Kern           | Astoria Walldorf  |          |
| P        | Mathias Moritz      | Spielberg         |          |
| A        | Elia Soriano        | Kickers Stoccarda |          |
| P        | Timon Wellenreuther | Schalke 04 U19    |          |

### Sessione invernale
| Acquisti | Acquisti | Acquisti | Acquisti |
| R.       | Nome     | da       | Modalità |
| -------- | -------- | -------- | -------- |

| Cessioni | Cessioni        | Cessioni    | Cessioni |
| R.       | Nome            | a           | Modalità |
| -------- | --------------- | ----------- | -------- |
| C        | Jesper Brechtel | TPS         |          |
| A        | Karim Benyamina | MC El Eulma |          |

## Risultati

### 2. Bundesliga

#### Girone di andata
| Arbitro: | Meyer |

|  |           |           |
|  | Marcatori | 84’ Peitz |

| Karlsruhe 27 luglio 2013, ore 15:30 CEST 2ª giornata | Karlsruhe | 0 – 0 referto | St. Pauli | Wildparkstadion (17 667 spett.)\| Arbitro: \| Winkmann \| |
| Arbitro:                                             | Winkmann  |               |           |                                                           |

| Arbitro: | Schriever |

|  |           |                         |
|  | Marcatori | 58’ Micanski 64’ Alibaz |

| Arbitro: | Dankert |

|              |           |                       |
| Vitzthum 39’ | Marcatori | 75’ Kraus 86’ Drexler |

| Arbitro: | Kempter |

|            |           |             |
| Hübner 88’ | Marcatori | 57’ Nəzərov |

| Arbitro: | Leicher |

|            |           |                |
| Nəzərov 7’ | Marcatori | 39’ Lechleiter |

| Arbitro: | Stark |

|              |           |  |
| Kachunga 61’ | Marcatori |  |

| Arbitro: | Dietz |

|                                      |           |  |
| van der Biezen 22’ (rig.) Gordon 34’ | Marcatori |  |

| Arbitro: | Brand |

|                                     |           |  |
| Koçer 9’ Sylvestr 28’ Benatelli 51’ | Marcatori |  |

| Arbitro: | Zwayer |

|                    |           |                       |
| van der Biezen 52’ | Marcatori | 59’ Helmes 90’ Brečko |

| Arbitro: | Perl |

|                       |           |                               |
| Šimůnek 20’ Orbán 62’ | Marcatori | 40’ Torres 74’ van der Biezen |

| Arbitro: | Welz |

|                               |           |                 |
| Alibaz 15’ Vallori 22’ (aut.) | Marcatori | 85’ Stoppelkamp |

| Arbitro: | Bandurski |

|                                                 |           |              |
| van der Biezen 64’ (rig.), 90’ (rig.) Peitz 70’ | Marcatori | 48’ Achahbar |

| Berlino 9 novembre 2013, ore 13:00 CET 14ª giornata | Union Berlino | 0 – 0 referto | Karlsruhe | Stadio An der Alten Försterei (20 757 spett.)\| Arbitro: \| Kampka \| |
| Arbitro:                                            | Kampka        |               |           |                                                                       |

| Arbitro: | Stegemann |

|                                            |           |  |
| Hennings 8’ van der Biezen 19’ Nəzərov 72’ | Marcatori |  |

| Arbitro: | Sippel |

|  |           |                      |
|  | Marcatori | 28’ Alibaz 71’ Peitz |

| Karlsruhe 6 dicembre 2013, ore 18:30 CET 17ª giornata | Karlsruhe | 0 – 0 referto | Bochum | Wildparkstadion (13 278 spett.)\| Arbitro: \| Christ \| |
| Arbitro:                                              | Christ    |               |        |                                                         |

#### Girone di ritorno
| Arbitro: | Weiner |

|                               |           |                                    |
| Micanski 8’, 32’ Hennings 28’ | Marcatori | 65’, 87’ Yelen 83’ (rig.) Kapllani |

| Arbitro: | Brych |

|  |           |                         |
|  | Marcatori | 63’ Micanski 84’ Torres |

| Arbitro: | Wingenbach |

|                    |           |              |
| van der Biezen 19’ | Marcatori | 43’ Hartmann |

| Arbitro: | Kinhöfer |

|            |           |          |
| Röcker 82’ | Marcatori | 19’ Yabo |

| Arbitro: | Leicher |

|                               |           |           |
| Peitz 51’ Hennings 79’ (rig.) | Marcatori | 86’ Adler |

| Arbitro: | Gagelmann |

|            |           |  |
| Hübner 51’ | Marcatori |  |

| Arbitro: | Winkmann |

|                                                |           |  |
| Torres 12’ Nəzərov 69’, 84’ van der Biezen 87’ | Marcatori |  |

| Arbitro: | Ittrich |

|            |           |  |
| Sanogo 81’ | Marcatori |  |

| Arbitro: | Rohde |

|           |           |               |
| Krebs 13’ | Marcatori | 68’ Okoronkwo |

| Arbitro: | Schmidt |

|                       |           |  |
| Brečko 29’ Helmes 58’ | Marcatori |  |

| Arbitro: | Gräfe |

|                        |           |                 |
| Torres 26’ Nəzərov 89’ | Marcatori | 53’, 67’ Zoller |

| Arbitro: | Kinhöfer |

|  |           |                               |
|  | Marcatori | 19’ (rig.), 32’, 53’ Hennings |

| Bielefeld 12 aprile 2014, ore 13:00 CEST 30ª giornata | Arminia Bielefeld | 0 – 0 referto | Karlsruhe | SchücoArena (14 349 spett.)\| Arbitro: \| Schriever \| |
| Arbitro:                                              | Schriever         |               |           |                                                        |

| Arbitro: | Kircher |

|                                         |           |                                         |
| Krebs 56’ Schwertfeger 71’ Hennings 76’ | Marcatori | 62’ (rig.) Köhler 78’ (rig.) Mattuschka |

| Arbitro: | Petersen |

|                               |           |                                     |
| Brégerie 41’ (rig.) Dedič 75’ | Marcatori | 6’ (rig.) Hennings 55’ Mauersberger |

| Arbitro: | Kinhöfer |

|                          |           |                       |
| Hennings 22’, 68’ (rig.) | Marcatori | 18’ Hoffer 44’ Bodzek |

| Arbitro: | Perl |

|               |           |  |
| Zahirović 62’ | Marcatori |  |

### Coppa di Germania
| Arbitro: | Drees |

|            |           |                                   |
| Alibaz 90’ | Marcatori | 15’ Perišić 70’ Diego 90’ Schäfer |

## Statistiche

### Statistiche di squadra
| Competizione      | Punti | In casa | In casa | In casa | In casa | In casa | In casa | In trasferta | In trasferta | In trasferta | In trasferta | In trasferta | In trasferta | Totale | Totale | Totale | Totale | Totale | Totale | DR  |
| Competizione      | Punti | G       | V       | N       | P       | Gf      | Gs      | G            | V            | N            | P            | Gf           | Gs           | G      | V      | N      | P      | Gf     | Gs     | DR  |
| ----------------- | ----- | ------- | ------- | ------- | ------- | ------- | ------- | ------------ | ------------ | ------------ | ------------ | ------------ | ------------ | ------ | ------ | ------ | ------ | ------ | ------ | --- |
| 2. Bundesliga     | 50    | 17      | 7       | 8       | 2       | 31      | 19      | 17           | 5            | 6            | 6            | 16           | 15           | 34     | 12     | 14     | 8      | 47     | 34     | +13 |
| Coppa di Germania | -     | 1       | 0       | 0       | 1       | 1       | 3       | 0            | 0            | 0            | 0            | 0            | 0            | 1      | 0      | 0      | 1      | 1      | 3      | -2  |
| Totale            | 50    | 18      | 7       | 8       | 3       | 32      | 22      | 17           | 5            | 6            | 6            | 16           | 15           | 35     | 12     | 14     | 9      | 48     | 37     | +11 |

### Andamento in campionato
| Giornata  | 1 | 2 | 3 | 4 | 5 | 6 | 7 | 8 | 9 | 10 | 11 | 12 | 13 | 14 | 15 | 16 | 17 | 18 | 19 | 20 | 21 | 22 | 23 | 24 | 25 | 26 | 27 | 28 | 29 | 30 | 31 | 32 | 33 | 34 |
| --------- | - | - | - | - | - | - | - | - | - | -- | -- | -- | -- | -- | -- | -- | -- | -- | -- | -- | -- | -- | -- | -- | -- | -- | -- | -- | -- | -- | -- | -- | -- | -- |
| Luogo     | T | C | T | C | T | C | T | C | T | C  | T  | C  | C  | T  | C  | T  | C  | C  | T  | C  | T  | C  | T  | C  | T  | C  | T  | C  | T  | T  | C  | T  | C  | T  |
| Risultato | V | N | V | P | N | N | P | V | P | P  | N  | V  | V  | N  | V  | V  | N  | N  | V  | N  | N  | V  | P  | V  | P  | N  | P  | N  | V  | N  | V  | N  | N  | P  |
| Posizione | 4 | 6 | 2 | 6 | 6 | 5 | 9 | 6 | 9 | 11 | 14 | 8  | 5  | 6  | 6  | 4  | 5  | 5  | 4  | 4  | 5  | 3  | 5  | 3  | 5  | 6  | 6  | 7  | 5  | 6  | 5  | 5  | 5  | 5  |

Legenda:

Luogo: C = Casa; T = Trasferta. Risultato: V = Vittoria; N = Pareggio; P = Sconfitta.

### Statistiche dei giocatori
| Giocatore         | 2. Bundesliga | 2. Bundesliga | 2. Bundesliga | 2. Bundesliga | Coppa di Germania | Coppa di Germania | Coppa di Germania | Coppa di Germania | Totale   | Totale | Totale      | Totale     |
| Giocatore         | Presenze      | Reti          | Ammonizioni   | Espulsioni    | Presenze          | Reti              | Ammonizioni       | Espulsioni        | Presenze | Reti   | Ammonizioni | Espulsioni |
| ----------------- | ------------- | ------------- | ------------- | ------------- | ----------------- | ----------------- | ----------------- | ----------------- | -------- | ------ | ----------- | ---------- |
| S. Alibaz         | 32            | 3             | 2             | 0             | 1                 | 1                 | 1                 | 0                 | 33       | 4      | 3           | 0          |
| K. Benyamina      | 0             | 0             | 0             | 0             | 0                 | 0                 | 0                 | 0                 | 0        | 0      | 0           | 0          |
| P. Dulleck        | 3             | 0             | 0             | 0             | 0                 | 0                 | 0                 | 0                 | 3        | 0      | 0           | 0          |
| D. Gordon         | 30            | 1             | 6             | 0             | 1                 | 0                 | 0                 | 0                 | 31       | 1      | 6           | 0          |
| M. Gulde          | 7             | 0             | 1             | 0             | 0                 | 0                 | 0                 | 0                 | 7        | 0      | 1           | 0          |
| R. Hennings       | 31            | 10            | 4             | 0             | 0                 | 0                 | 0                 | 0                 | 31       | 10     | 4           | 0          |
| D. Kempe          | 24            | 0             | 8             | 0             | 0                 | 0                 | 0                 | 0                 | 24       | 0      | 8           | 0          |
| P. Klingmann      | 34            | 0             | 2             | 0             | 1                 | 0                 | 0                 | 0                 | 35       | 0      | 2           | 0          |
| G. Krebs          | 23            | 2             | 3             | 0             | 1                 | 0                 | 0                 | 0                 | 24       | 2      | 3           | 0          |
| J. Marton         | 0             | 0             | 0             | 0             | 0                 | 0                 | 0                 | 0                 | 0        | 0      | 0           | 0          |
| D. Mast           | 13            | 0             | 0             | 0             | 1                 | 0                 | 0                 | 0                 | 14       | 0      | 0           | 0          |
| J. Mauersberger   | 32            | 1             | 2             | 0             | 1                 | 0                 | 0                 | 0                 | 33       | 1      | 2           | 0          |
| S. Mende          | 0             | 0             | 0             | 0             | 0                 | 0                 | 0                 | 0                 | 0        | 0      | 0           | 0          |
| I. Micanski       | 19            | 4             | 2             | 0             | 1                 | 0                 | 0                 | 0                 | 20       | 4      | 2           | 0          |
| D. Nəzərov        | 26            | 6             | 3             | 1             | 1                 | 0                 | 0                 | 0                 | 27       | 6      | 3           | 1          |
| D. Orlishausen    | 31            | 0             | 1             | 0             | 1                 | 0                 | 0                 | 0                 | 32       | 0      | 1           | 0          |
| J. Park           | 8             | 0             | 2             | 0             | 0                 | 0                 | 0                 | 0                 | 8        | 0      | 2           | 0          |
| D. Peitz          | 30            | 4             | 14            | 0             | 1                 | 0                 | 1                 | 0                 | 31       | 4      | 15          | 0          |
| M. Reule          | 0             | 0             | 0             | 0             | 0                 | 0                 | 0                 | 0                 | 0        | 0      | 0           | 0          |
| S. Schiek         | 1             | 0             | 0             | 0             | 0                 | 0                 | 0                 | 0                 | 1        | 0      | 0           | 0          |
| M. Schultz        | 0             | 0             | 0             | 0             | 0                 | 0                 | 0                 | 0                 | 0        | 0      | 0           | 0          |
| M. Schuster       | 0             | 0             | 0             | 0             | 0                 | 0                 | 0                 | 0                 | 0        | 0      | 0           | 0          |
| K. Schwertfeger   | 19            | 1             | 2             | 0             | 0                 | 0                 | 0                 | 0                 | 19       | 1      | 2           | 0          |
| M. Stoll          | 2             | 0             | 0             | 0             | 0                 | 0                 | 0                 | 0                 | 2        | 0      | 0           | 0          |
| M. Torres         | 27            | 4             | 5             | 0             | 0                 | 0                 | 0                 | 0                 | 27       | 4      | 5           | 0          |
| S. Varnhagen      | 8             | 0             | 2             | 0             | 1                 | 0                 | 0                 | 0                 | 9        | 0      | 2           | 0          |
| M. Vitzthum       | 11            | 1             | 0             | 0             | 1                 | 0                 | 0                 | 0                 | 12       | 1      | 0           | 0          |
| R. Vollath        | 3             | 0             | 0             | 0             | 0                 | 0                 | 0                 | 0                 | 3        | 0      | 0           | 0          |
| R. Yabo           | 31            | 1             | 5             | 0             | 1                 | 0                 | 0                 | 0                 | 32       | 1      | 5           | 0          |
| K. van der Biezen | 29            | 8             | 5             | 0             | 1                 | 0                 | 0                 | 0                 | 30       | 8      | 5           | 0          |